# انجمن مهندسان برق و الکترونیک در پزشکی و زیست‌شناسی
انجمن مهندسان برق و الکترونیک در پزشکی و زیست‌شناسی که به اختصار (EMBS) نامیده می‌شود، به یک گروه از انجمن مهندسان برق و الکترونیک گفته می‌شود که سعی دارند مفاهیم و اصول مهندسی و فیزیکی را در علوم زیستی به کار گیرند. این گروه همچنین در زمینه طراحی و ساخت تجهیزات پزشکی فعالیت می‌کنند. این گروه در سال ۱۹۵۲ و توسط جمعی از بهترین متخصصین انجمن مهندسین رادیو (IRE) پایه‌گذاری شد. در سال ۱۹۶۳ در پپی ادغام انجمن مهندسی رادیو با انجمن مهندسین برق آمریکا (AIEE) و تشکیل انجمن مهندسان برق و الکترونیک؛ این گروه نیز در ادغام با جمعی از کارشناسان انجمن برق آمریکا، این گروه را تشکیل دادند. این جمعیت امروزه به صورت بین‌المللی درآمده و از تمام جهان عضو فعال می‌پذیرد.
اعضای این گروه صرفاً نمی‌بایست دانش آموختگان رشته مهندسی الکترونیک باشند، بلکه از رشته‌های مرتبطی نظیر مهندسی شیمی، زیست شیمی، پزشکی، مهندسی زیست و مهندسی پزشکی نیز در این گروه حضور دارند.
این انجمن تاکنون ۳۲ کنفرانس بین‌المللی سالیانه در مناطق مختلف جهان در زمینه کاربرد علوم مهندسی در پزشکی تدارک دیده‌است. در این کنفرانس‌ها، دانشجویان مقالات و پروژه‌های خود را معرفی می‌کنند و به نویسندگان مقالات برتر تا ۱۰۰۰ دلار جوایز نقدی تعلق می‌گیرد.

## نشریات
- Engineering in Medicine and Biology Magazine
- IEEE Security & Privacy Magazine
- Transactions on Biomedical Engineering
- Transactions on Information Technology In Biomedicine
- Transactions on Neural Systems and Rehabilitation Engineering
- Transactions on Medical Imaging
- Transactions on NanoBioscience
- Transactions on Computational Biology and Bioinformatics

## دوره‌های آموزشی تابستانی
- International Summer School on Biomedical Imaging
- International Summer School on Biomedical Signal Processing
- International Summer School on Biocomplexity
- International Summer School on Medical Devices and Biosensors
- International Summer School on Applications of Information

## کنفرانس‌ها
- Annual International Conference of the IEEE Engineering in Medicine and Biology Society
- IEEE EMBS Special Topic Conference on Information Technology in Biomedicine
- IEEE EMBS Special Topic Conference on Microtechnologies in Medicine and Biology
- IEEE EMBS Special Topic Conference on Cellular, Molecular and Tissue Engineering
- IEEE EMBS Special Topic Conference on Neural Engineering
- International Symposium on Biomedical Imaging
- International Conference on Biomedical Robotics and Biomechatronics